# نیو-باینن
نیو-باینن (به هلندی: Nieuw-Buinen) یک منطقهٔ مسکونی در هلند است که در بورخر-ادورن واقع شده‌است. نیو-باینن ۵٫۱۰۷ نفر جمعیت دارد.